# ستيفاني كولين
ستيفاني كولين (بالإنجليزية: Stephanie Cullen)‏ هي مجدفة بريطانية، ولدت في 27 نوفمبر 1980 في بري ‏ في المملكة المتحدة.

## وصلات خارجية
- ستيفاني كولين على موقع الاتحاد الدولي للتجديف (الإنجليزية)